# Septobasidium dictyodes
Septobasidium dictyodes är en svampart som först beskrevs av Berk. & Broome, och fick sitt nu gällande namn av Narcisse Theophile Patouillard 1908. Septobasidium dictyodes ingår i släktet Septobasidium och familjen Septobasidiaceae.   Inga underarter finns listade i Catalogue of Life.